# NGC 7656
NGC 7656 is een lensvormig sterrenstelsel in het sterrenbeeld Waterman. Het hemelobject werd in 1886 ontdekt door de Amerikaanse astronoom Francis Preserved Leavenworth.

## Synoniemen
- ESO 605-5
- MCG -3-59-8
- VV 669
- NPM1G -19.0676
- PGC 71357